# Левчук Віктор Олексійович
Левчук Віктор Олексійович (14 травня 1975, м.Київ) — український кінооператор.

## З життєпису
Народ. 14 травня 1975 р. в Києві. Закінчив операторський відділ Київського державного інституту театрального мистецтва ім. І. Карпенка-Карого (1996, майстерня С.Лисецького).
Лауреат фестивалю «Кришталеві джерела» дитячого та молодіжного кіно у м. Суми, 1996 р.
Зняв стрічку «Афганець — 2» (1994, у співавт.). Працює на телебаченні.
| українська персоналія | Це незавершена стаття про особу, що має стосунок до України. Ви можете допомогти проєкту, виправивши або дописавши її. |